# 솜다리속
솜다리속(Leontopodium)은 국화과의 고산 식물이 속하는 속이다. 에델바이스, 솜다리, 산솜다리 등이 속한다.